# Faustine Robert
Pour les articles homonymes, voir Robert.
Faustine Robert, née le 18 mai 1994 à Sète dans l'Hérault, est une footballeuse internationale française évoluant au poste d'attaquante (ailière droite) ou de milieu de terrain offensive à Toluca.

## Biographie

### Carrière en club
Alors qu'à cinq ans, elle jouait déjà au football avec les garçons, Faustine Robert intègre le Stade Balarucois, son premier club. Elle joue par la suite au FC Sète, avant de rejoindre les équipes de jeunes du Montpellier HSC. Jouant au poste de milieu offensive ou attaquante, elle gravit les échelons jusqu'aux U19 puis l'équipe première en D1. Son premier match dans l'élite du football français a lieu le 9 juin 2010, avec Saint-Étienne - Montpellier, où elle rentre en jeu à la 82e minute.
Le 8 mai 2013, elle inscrit le but victorieux pour le MHSC en finale du Challenge National U19, son troisième titre dans la compétition. Avec l'équipe première, elle inscrit trois buts en quinze apparitions avant de quitter le club et rejoindre l'En avant Guingamp à l'été 2013 pour gagner du temps de jeu.
Lors de la saison 2020-2021, elle inscrit son plus grand nombre de buts en D1 sur une saison avec onze réalisations. À l'issue de la saison, elle quitte Guingamp après huit années et retourne à Montpellier, son club formateur.
Après un passage au FC Fleury 91, elle signe à Toluca au Mexique où elle rejoint ses anciennes coéquipières en sélection Amandine Henry et Eugénie Le Sommer.

### Carrière internationale
Faustine Robert est appelée pour la première fois en sélection en septembre 2012 par Gilles Eyquem, sélectionneur de l'équipe de France des moins de 19 ans. Par la suite, elle participe à la victoire de l'équipe de France lors du Championnat d'Europe U19 2013 au Pays de Galles en disputant les cinq matchs des Bleuettes. En 2014, Eyquem la sélectionne dans l'équipe des moins de 20 ans pour participer à la Coupe du monde U20 2014 au Canada. Elle dispute les six matchs des Bleuettes, qui finissent à la troisième place du tournoi, et marque à trois reprises.
Pour porter à nouveau le maillot de la France, Robert devra attendre novembre 2017 lorsque la sélectionneuse de l'équipe nationale senior Corinne Diacre l'appelle pour un rassemblement ponctué de deux matchs amicaux face à l'Allemagne et la Suède. Elle est titularisée pour sa première sélection face à la Suède, match qui se solde par un 0-0. Elle avait été appelée pour la première fois un mois auparavant mais avant dû déclarer forfait à cause d'une blessure,.

## Palmarès

### En club
- Finaliste de la Coupe de France : 2012 (Montpellier HSC)
- Demi-finaliste de la Coupe de France : 2013 (Montpellier HSC)
- Troisième du Championnat de France : 2011 et 2012 (Montpellier HSC)
- Vainqueur du Challenge National U19 : 2011, 2012 et 2013 (Montpellier HSC)

### En sélection
- France U20
  - Troisième de la Coupe du monde des moins de 20 ans : 2014 au Canada
- France U19
  - Championne d'Europe des moins de 19 ans :  2013 au Pays de Galles

## Statistiques
| Saison                | Club                  | Championnat           | Championnat | Championnat | Coupe(s) nationale(s) | Coupe(s) nationale(s) | Total | Total |
| Saison                | Club                  | Division              | M.          | B.          | M.                    | B.                    | M.    | B.    |
| 2009-2010             | Montpellier HSC       | D1                    | 1           | 0           | -                     | -                     | 1     | 0     |
| 2010-2011             | Montpellier HSC       | D1                    | 2           | 0           | 1                     | 0                     | 3     | 0     |
| 2011-2012             | Montpellier HSC       | D1                    | 8           | 2           | 0                     | 0                     | 8     | 2     |
| 2012-2013             | Montpellier HSC       | D1                    | 3           | 1           | 0                     | 0                     | 3     | 1     |
| Sous-total            | Sous-total            | Sous-total            | 14          | 3           | 1                     | 0                     | 15    | 3     |
| 2013-2014             | EA Guingamp           | D1                    | 20          | 5           | 0                     | 0                     | 20    | 5     |
| 2014-2015             | EA Guingamp           | D1                    | 10          | 2           | 1                     | 0                     | 11    | 2     |
| 2015-2016             | EA Guingamp           | D1                    | 20          | 1           | 3                     | 2                     | 23    | 3     |
| 2016-2017             | EA Guingamp           | D1                    | 21          | 1           | 1                     | 1                     | 22    | 2     |
| 2017-2018             | EA Guingamp           | D1                    | 18          | 3           | 2                     | 3                     | 20    | 6     |
| 2018-2019             | EA Guingamp           | D1                    | 19          | 3           | 2                     | 4                     | 21    | 7     |
| 2019-2020             | EA Guingamp           | D1                    | 15          | 2           | 2                     | 1                     | 17    | 3     |
| 2020-2021             | EA Guingamp           | D1                    | 21          | 11          | 1                     | 0                     | 22    | 11    |
| Sous-total            | Sous-total            | Sous-total            | 144         | 31          | 12                    | 11                    | 156   | 42    |
| Total sur la carrière | Total sur la carrière | Total sur la carrière | 158         | 34          | 13                    | 11                    | 171   | 45    |